# Kirby's Epic Yarn
Kirby's Epic Yarn, conocido en Japón como 
Kirby de hilo  (毛糸のカービィ Keito no Kābī?), conocido como Kirby en el Reino de los Hilos en España es un juego de Kirby de plataformas para la consola Wii de Nintendo, convirtiéndose así en el primer juego de plataformas para consola casera de Kirby desde Kirby 64: The Crystal Shards. Es la décima entrega en plataforma de Kirby, y el posible reemplazo de consola casera para el juego Kirby Wii. Fue presentado en la E3 del 2010. Fue desarrollado principalmente por la compañía Good-Feel aunque HAL Laboratory también se vio involucrado. Originalmente, Madoka Yamauchi (director de Wario Land: Shake It!) y el equipo de Good-Feel tenían pensado un concepto completamente nuevo, original y paralelo a Kirby, llamado "World of Fluff", donde el ahora conocido como Príncipe Hilván era el protagonista. Tras ver el prototipo en el verano del 2009, a Nintendo le pareció excelente el concepto, mas no era lo que exactamente esperaban de Good-Feel, pues aparentemente algo hacía falta, por lo que tras arduas decisiones, Nintendo propuso que se cambiara el juego por uno que forme parte de la saga Kirby.
El concepto inicial de Good-Feel estaba basado en una película "Stop Motion" de hilos. En su aspecto actual, el juego guarda una muy estrecha relación visual con el comercial japonés de Kirby's Adventure, primer juego de consola casera de Kirby. En ese comercial, todos los personajes, incluido Kirby, estaban hechos de estambre.
El juego puede ser controlado individualmente, o cooperativamente por dos jugadores en modo cooperativo, y tiene gráficos 2D, completamente animados en estilo caricaturesco con personajes, objetos y fondos desarrollados para aparentar estar elaborados con estambre, hilos, telas, botones y textiles.
En 2019 se hizo un remake para Nintendo 3DS llamado Kirby's Extra Epic Yarn, conocido en Japón como  Más Kirby de hilo (毛糸のカービィ プラス Keito no Kābī Purasu?) conocido como Más Kirby en el Reino de los Hilos en España, siendo el último título de la franquicia Kirby para ese sistema.

## Argumento
Se ha rumoreado que el malvado Zur-Zir ha aparecido por el pacífico reino de Dream Land y todo el que se interponga en su camino será convertido en estambre. Kirby, quien caminaba tranquilamente, se topa con un aparente Maxi Tomate en unos arbustos y se antoja de comerlo, por lo que empieza a inhalar para llevarlo hasta su boca. De repente, de esos arbustos sale Zur-Zir intentando enfrentarse a Kirby. Lamentablemente, ya era muy tarde, y Kirby lo había ignorado por completo, comiendo así el tomate, que en realidad, era un objeto de Zur-Zir llamado Meta Tomate mágico.
En ese momento el calcetín mágico que colgaba del cuello de Zur-Zir empieza a brillar. El calcetín absorbe con su poder a Kirby y lo mete adentro. Este calcetín teletransporta a Kirby hacia el Reino de la telas, un universo hecho de hilos y parches donde conoce al Príncipe Hilván, un pequeño niño azul de estambre, de apariencia muy similar a la de Kirby, quien es perseguido por un monstruo con una enorme púa en la cabeza. Kirby en un intento de heroísmo trata de absorber al monstruo, pero se da cuenta de que no puede hacerlo. El Meta Tomate hizo efecto en Kirby, y lo convirtió en una criatura hecha por completo de estambre, por lo que el aire que trataría de absorber se escaparía por sus poros.
Aun así, esto le brinda a Kirby un cuerpo completamente flexible, y así éste descubre que puede transformarse en automóvil y utiliza esta habilidad para recoger a Hilván y para así los dos huir del monstruo a gran velocidad, mientras este muerde el polvo. Llegan entonces al castillo del Príncipe Hilván, donde este le agradece y luego le enseña los movimientos básicos de un héroe de estambre. El Príncipe Hilván le cuenta entonces a Kirby que el malvado Zur-Zir se ha apoderado del Reino de las Telas y dividió su mundo en 7 pedazos. De repente aparece un gigantesco monstruo de 3 ojos amenazando al pobre Príncipe Hilván. Kirby utiliza entonces su habilidad de pesa y lo aplasta con todas sus fuerzas. El monstruo derrotado, se esparce en hilos y botones, dejando libre un pedazo de estambre blanco y brillante. El Príncipe le indica a Kirby que ese es uno de los estambres mágicos que Zur-Zir arrancó para deshilar el reino. Kirby y Hilván se aventuran entonces en búsqueda de los estambres mágicos que unirán de vuelta todo el Reino de la telas, pero para eso, deberán aprender varias habilidades nuevas con sus cuerpos de estambre, y posteriormente pasar por enemigos y obstáculos para finalmente y detener al malvado Zur-Zir.

## Doblaje
| Personaje       | Seiyū original  | Actor de voz original | Doblaje de Hispanoamérica | Doblaje de España |
| --------------- | --------------- | --------------------- | ------------------------- | ----------------- |
| Kirby           | Makiko Ōmoto    | Makiko Ōmoto          | Makiko Ōmoto              | Makiko Ōmoto      |
| Príncipe Hilván | Tomoko Nakamura | Tomoko Nakamura       | Tomoko Nakamura           | Tomoko Nakamura   |
| Narrador        | Yūko Tsuga      | Dave White            | Pablo Magaz               | Carlos Riera      |
| Narrador        | Yūko Tsuga      | Paul Vaughan          | Pablo Magaz               | Carlos Riera      |

## Jugabilidad
El juego está diseñado tanto para modo solitario como para modo cooperativo (solo dos jugadores), con desplazamiento sidescrolling, completamente lateral. El segundo jugador tendrá el control del Príncipe Hilván, quien tiene exactamente las mismas habilidades de Kirby. El objetivo no es exactamente sobrevivir a los ataques durante el transcurso del juego como es común en los juegos de plataformas de Kirby, pues siendo de estambre, Kirby es prácticamente invencible, por lo que no dependerá de tomates máximos o 1ups. El objetivo es superar los mundos, pero de igual forma, tratar de obtener medallas de oro, gemas y tesoros ocultos. Las medallas se obtienen recolectando gemas, las cuales estarán esparcidas por todo el nivel o serán obtenidas golpeando enemigos, y entre más grandes sean, mayor es su valor. El valor de las gemas se puede ver en un contador ubicado en la parte izquierda de la pantalla y conforme se recolecten gemas se irá haciendo más grande el número. De forma similar otro contador se ubicara en la parte derecha que indicara cuantas gemas se han ido recolectando ya sean pequeñas o grandes por lo que el valor de las gemas no afecta este contador. Las medallas se dividen tres rangos (medalla de bronce, plata y oro), estos rangos se pueden ver durante el transcurso de la partida por medio de una hilera que se encuentra en la parte superior de la pantalla, y que irá adornándose de pequeñas joyas hasta estar lo suficientemente llena para brindar medallas. Las medallas se pueden perder si un enemigo hiere directamente a Kirby, pues si Kirby es golpeado, muchas de sus gemas volarán por los aires y desaparecerán si no las recupera inmediatamente.
Cada mundo será interactivo, si se tira algunos botones, se podrán descubrir lugares secretos, donde se podrán encontrar tesoros ocultos o más joyas. Otro punto importante es la obtención de dichos tesoros, hay 3 de estos ocultos por cada mundo (muy similar a como ocurre en Kirby: ¡Roedores al ataque!). Estos en su interior poseen materiales para adornar la habitación de Kirby y discos de música que servirán para oír el sonido del juego.
En modo cooperativo los jugadores deberán hacer equipo para avanzar ya que deberán cargarse el uno al otro por medio del látigo para lanzarse lejos o para coger tesoros, si Príncipe Hilván se aleja de la pantalla este no morirá y será acercado hacia Kirby por Angelina (un ángel del Reino de las telas que ayuda a Kirby cuando esta en apuros), pero para que este vuelva al juego, Kirby deberá tocarlo mientras este está en un estado de flote. Angelina también aparecerá si el jugador oprime A para dejar de jugar temporalmente o para ser salvado cuando una fase es difícil y solo el otro jugador la sabe pasar.
Al final de cada mundo, los personajes Kirby y Príncipe Hilván deben parar una ruleta acampanada y recibir el bonus final, y de esa manera interpretan una danza para celebrar, esto también pasa si el jugador juega en modo solitario, pues el Príncipe Hilván aparece en la pantalla posteriormente. Finalmente aparecerá la suma total de puntuaciones, indicando cuántas joyas y tesoros se han recolectado en el trayecto, lo cual evaluará al jugador por medio del sistema de medallas. Las joyas pueden ser importantes para gastarse las joyas en una tienda especial de Reino de las telas, donde se pueden obtener ciertos muebles para la casa de Kirby.Cuando juegas a 1 jugador y mueres o te aplastan te lleva al último lugar que pisastes y te quita mayor joyas que tengas.

## Controles
El juego se controla con el Wiimote de forma lateral. Con la cruceta se mueve a Kirby de izquierda o derecha y presionando Arriba junto a una escalera hará que Kirby se suba a ella y de igual forma si Kirby se encuentra en una puerta si se presiona Arriba entonces Kirby entrara en ella y podrá moverse detrás de las telas, para salir se debe presionar otra vez arriba, con el botón 1 Kirby puede usar su látigo para enrollar a los enemigos o coger objetos, manteniendo presionado 1 Kirby puede coger enemigos y presionándolo de nuevo los puede lanzar hacia los lados o hacia arriba según se presione la cruceta. Con el botón 2 Kirby puede dar un salto. Las transformaciones básicas de Kirby pueden ser ejecutadas con combinaciones de botones, presionando dos veces la cruceta hacia los lados Kirby se transformará en un automóvil, si se salta y en el aire se presiona 2 entonces Kirby se transformara en un paracaídas para descender lentamente, si se salta y se presiona la cruceta hacia abajo entonces Kirby puede transformarse en una pesa para aplastar lo que se encuentre debajo. El botón A es solo útil en modo cooperativo, ya que llamará a Angelina, que pondrá al jugador en un modo de descanso por si este quiere dejar de jugar temporalmente o si una fase le parece muy difícil. Para volver al juego, el otro jugador deberá tocarlo (pues Angelina lo mantendrá flotando por los aires, no muy lejos del alcance del jugador activo).

## Personajes
El juego cuenta con una gran variedad de personajes hechos de hilo, telas y botones. Aunque el juego se centra en un universo alterno al común en Dream Land, diversos personajes de la franquicia regresan, siendo Kirby el principal. Como enemigos anteriormente vistos están:
- Waddle Dee (Regular, Big, Parasol, Lanza, Arco y Flecha, Misil, Nieve, Buggy)
- Waddle Doo
- Bronto Burt
- Fugur
- Gordo
- Bomber
- Chilly
- Scarfy
- OVNI
- Grizzo
- Shotzo
- Flamer

Estos enemigos no son verdaderos habitantes de Dream Land, sino impostores creados por Zur-Zir basándose en los recuerdos de Kirby, por lo que por ejemplo, un Waddle Dee del Reino de las telas no obedecería nunca al Rey Dedede, pues no es más que un clon creado para obedecer a Zur-Zir. Hay muchos nuevos enemigos, todos habitantes de Reino de las telas, con diversas apariencias, y nunca antes vistos en juegos de la franquicia.
Entre los jefes nuevos de este universo están:
- Dragruñón, el despiadado dragón lanzafuego.
- Flamenko, la majestuosa ave que da guardia al volcán de Reino de las telas.
- Calabazán, el místico mago calabaza con múltiples trucos bajo la manga.
- Calamidante, el cruel calamar de las profundidades del océano.
- Rey Dedede, tras ser convertido en hilo luchara contra Kirby.
- Meta Knight, otro que fue enviado a Textilia por Zur-Zir
- Zur-Zir, el malvado hechicero de hilo, causante de todo el conflicto presente.

Pero entre las nuevas apariencias, la que más destaca es la del nuevo compañero (y segundo jugador en modo cooperativo) de Kirby, el Príncipe Hilván, que comparte casi exactamente las características de Kirby, solo que en apariencia, posee ojos más grandes y cejas, y una corona, además de ser azul con pies anaranjados. Entre otros amigos están los curiosos habitantes de Plaza Pliegos, un pueblo pacífico donde Kirby recibirá, y encontrará amigos y vecinos como Escompiter y Gemita, que le brindan desafíos para así después darle regalos si este los aprueba.
Pero Kirby no es el único habitante de Dream Land cautivo en este mundo, pues el Rey Dedede, eterno problemático, también le acompaña como un jefe más del juego. Kracko y Whispy Woods, Jefes tradicionales de la franquicia, también vuelven aunque con un rol más pequeño, Meta Knight vuelve con su nave Hal Abarda al igual que Dedede como un jefe más.  
Véase: Enemigos de Kirby's Epic Yarn.

## Niveles
El juego se divide en 7 grandes áreas en donde el jugador puede elegir los distintos niveles que aparecen. Las áreas son generalmente cuartos grandes y dentro poseen todo tipo de objetos según sea el tipo de área. En las áreas se encuentran los distintos niveles del juego, cada área posee en general 7 niveles donde el jugador podrá pasar para recolectar tesoros y medallas de oro, plata y bronce para conseguir cuentas. Al principio solo hay disponible un nivel en las áreas debido a que las puertas de los demás niveles estarán cerradas, sin embargo al finalizar este único nivel se le otorgara al jugador un parche de nivel, un objeto el cual se usa únicamente en el nivel que se consiguió, este objeto desbloquea nuevos niveles para el jugador. En los niveles se encuentran también 2 niveles secretos los cuales solamente se desbloquean con parches de nivel secretos los cuales se obtienen únicamente en la lucha contra el jefe de nivel, estos parches desbloquean niveles secretos donde el jugador puede entrar.